# Черкащина-Академія-2
«Черкащина-Академія-2» (Білозір'я) (колишня назва — «Зоря») — аматорський футбольний клуб з села Білозір'я Черкаської області.

## Історія
Заснований 1965 року.
У 2010-х роках «Зоря» стала однією з найкращих аматорських команди області: у 2010 році команда виграла кубок Черкащини та стала віце-чемпіоном області. Наступного року стала знову срібним призером області, а 2012 року здобула «золотий дубль» — вигравши і кубок і чемпіонат області, а також вперше дебютувавши на всеукраїнських змаганнях — в аматорському кубку України. Того ж року в селі був відкритий сучасний стадіон зі штучним покриттям 105 м х 68 м, табло, освітленням, трибунами для глядачів на 1000 місць, роздягальнями, туалетами та ін.
2013 року клуб заявився до аматорського чемпіонату України.
23 грудня 2014 року після об'єднання матеріальних, фінансових, кадрових, організаційних ресурсів та маркетингових можливостей професіонального футбольного клубу «Черкаський Дніпро» та аматорського футбольного клубу «Зоря» (Білозір'я) відбулося перейменування білозірської команди на «Зоря-Черкаський Дніпро-2». Пізніше клуб перейменований на «Черкаський Дніпро-2» і згодом на «Черкащина-Академія-2».

## Досягнення
- Володар кубка Черкаської області: 2010, 2012
- Чемпіон Черкаської області: 2012

## Стадіон
ФК збудував власний спортивний стадіон 2012 року в с. Білозір'я на 1 тис. глядацьких місць, зі штучним покриттям, освітленням і електронним табло. Розміри поля 105 на 68 м.